# Alastaro kyrkoby
Alastaro kyrkoby (finska: Alastaron kirkonkylä) är en tätort (finska: taajama) i Loimaa stad (kommun) i landskapet Egentliga Finland i Finland. Fram till 2008 var Alastaro kyrkoby centralorten för kommunen med samma namn. Vid tätortsavgränsningen den 31 december 2021 hade Alastaro kyrkoby 1 104 invånare och omfattade en landareal av 4,22 kvadratkilometer.